# Alberto Abalde
Alberto Abalde Díaz (Corunha, 15 de dezembro de 1995) é um basquetebolista profissional espanhol que atualmente defende o Real Madrid Basket. O atleta que possui 2,02m de altura e atua na posição Armador.

## Títulos e Honrarias

### Clubes
- 2011 - Campeão Espanhol Cadete com o Joventut
- 2012. Vice-campeão Espanhol Junior com o Joventut.
- 2013. Campeão do "Torneo de L'Hospitalet" com o Joventut
- 2013. Campeão do "Nike International Junior Tournament" com o Joventut
- 2013. Campeão Espanhol Junior com o Joventut
- 2013-14. Campeão da "Copa LEB Plata" com o CB Prat
- 2013-14. Campeão do Playoff de acesso da LEB Plata com o CB Prat

### Seleção Espanhola
- Medalha de Bronze no Europeu Sub20 de Tallin em 2013
- Medalha de Prata no Europeu Sub20 de Creta em 2014
- Medalha de Prata no Europeu Sub20 em Lignano Sabbiadoro em 2015

## Ligações Externas
- Alberto Abalde no X
- Página de Alberto Abalde no Sítio da Liga ACBReferências

1. ↑  «Alberto Abalde». ACB.com. Consultado em 11 de julho de 2016. Arquivado do original em 6 de junho de 2017